# Estoril
Estoril je portugalské město ležící v blízkosti Lisabonu, hlavního města, v okrese Cascais, v Lisabonském distriktu.
Je to někdejší sídlo dona Jana Bourbonského a jeho rodiny, také místo exilu maďarského regenta admirála Miklóse Horthyho, dále italského krále Huberta II. a Karla II. Rumunského.
Estoril, port., špan. Costa de Estoril, je taktéž označení pro část pobřeží s množstvím pláží. Tato oblasti začíná 25 kilometrů od hlavního města, v obci Carcavelos a dosahuje až k obci Guincho.
Město je rovněž známo díky kasinu, jako i estorilskému automobilovému okruhu, kde se od roku 1984 až do roku 1996 konaly zkušební jízdy šampionátu Formule 1, a kde se koná portugalský den Mistrovství světa silničních motocyklů od roku 2000. Estoril je také dějištěm profesionálního tenisového turnaje Torneo de Estoril mužské kategorie ATP World Tour 250 a ženské kategorie WTA International Tournaments.

## Historie
Oblast Estoril byla osídlena po staletí, jelikož nabízela vhodné klimatické podmínky. Postupně se zde vystřídali Féničané, Římané a Arabové. Po římském osídlení se ve městě zachovaly zbytky budov. V roce 1147 přešlo město pod kontrolu a kulturní vliv křesťanů, když bylo v rámci Reconquisty dobyto.